# Gumno
Il dipinto Gumno (in italiano Granaio) è opera del pittore russo Aleksej Gavrilovič Venecianov.

## Storia e descrizione
L'opera fu acquistata dallo zar Nicola I di Russia che la pagò la cifra, altissima per quei tempi, di cinquemila rubli. Dipinto innovativo, si presenta tagliato in una prospettiva obliqua e soffuso di luce estiva e dorata che proviene da due diverse aperture: una sul fondo e l'altra, ancor più luminosa, dalla parte sinistra del quadro. Due gruppi di ciocchi, rozzamente mondati e sovrapposti, sostengono il solaio e fanno da quinte alla scena. Gli oggetti, le vesti, la struttura lignea del granaio sono riprodotti con cura e precisione, con una meticolosità geometrica che in qualche modo anticipa di un secolo il cubismo. L'artista sa calibrare le distanze fra corpi, oggetti e ombre, in modo che oggi cosa o persona abbia il respiro di uno spazio vuoto, intorno a sé.
Varie figure sono presenti, fissate o in un momento di riposo e di abbandono, o mentre sono intente a vari lavori che riguardano la trebbiatura. Venecianov ha appreso dallo studio del dipinto Messa nel Convento dei Cappuccini a Roma, di François-Marius Granet - opera presente dal 1821 all'Hermitage - quale ruolo possa giocare la luce, in una scena complessa, con molte figure e con molti oggetti che producono ombre, diverse a seconda della forma, altezza e posizione.
Su questo dipinto Venecianov ha annotato: «Ho deciso di vincere l'impossibile, perciò me ne sono andato in campagna e mi sono messo al lavoro. Per riuscirci, mi sono distaccato da tutte le regole, apprese nei dodici anni passati a copiare all'Hermitage e a quel punto il metodo, usato dal Granet, mi si è rivelato naturalmente.»

### Esposizioni
- 1991, Il lavoro e l'uomo Il lavoro dell'uomo da Goya a Kandinskij, Braccio di Carlo Magno, Città del Vaticano[3]